# Miguel Ángel Almodóvar
Miguel Ángel Almodóvar Martín (Madrid, 9 de septiembre de 1950) es un sociólogo, periodista y divulgador especializado en nutrición y gastronomía.

## Biografía
Miguel Ángel Almodóvar se licenció en Ciencias Políticas y Sociología por la Universidad Complutense de Madrid, especializado en Ecología Humana y Población. además de obtener una maestría en Criminología.
En 1973 se incorporó como investigador en el Consejo Superior de Investigaciones Científicas (CSIC) y en el Centro de Investigaciones Energéticas, Medioambientales y Tecnológicas (CIEMAT). Es miembro de la Asociación Nacional de Informadores de Salud (ANIS),  profesor de sociología en el Grado de Criminología de la Universidad Camilo José Cela (UCJC) y secretario general de la Comisión Interdisciplinar Magnicidio del General Prim.
Divulga nutrición e historia, cultura y tecnología de la gastronomía tanto en prensa escrita como en radio y televisión. Es asesor científico de la revista Conocer, y colaborador de las revistas A tu salud, Aceite, Vinos y Restaurantes, Otros Destinos, Carácter, Okapi, Distribución y Consumo, Madrid Diario, Diario Crítico y A Fuego Lento. En TV, es un conocido colaborador del Canal Cocina y el Canal Historia, así como varios programas de Antena 3, Telecinco y Localia TV, entre otros. En la radio participó en Onda Madrid y Punto Radio.

## Publicaciones
- 2001: Rutas con sabor: un viaje cultural y gastronómico por los pueblos de España. RBA. ISBN 978-847-9017-54-5.
- 2001: Dla urody i zdrowia (en polaco). Alegoria. ISBN 978-83-6224-824-7.
- 2003: El hambre en España. Oberon. ISBN 978-84-9605-222-2.
- 2004: Armas de varón. Oberon. ISBN 978-849-6052-78-9.
- 2007: La fórmula Almodóvar. Nowtilus. ISBN 978-84-9763-528-8.
- 2009: Yantares de cuando la electricidad acabó con las mulas. Nowtilus. ISBN 978-84-9763-840-1.
- 2011: Fibromialgia y síndrome de fatiga crónica. Nowtilus. ISBN 978-84-9967-225-0.
- 2011: Comer bien por muy poco. RBA. ISBN 978-84-9298-131-1.
- 2013: Crónica general del sexo oral. Anaya. ISBN 978-84-4153-411-7.
- 2014: El segundo cerebro. Paidós Ibérica. ISBN 9788449330544.
- 2014: Adelgaza y cuida tu cuerpo comiendo sano. Anaya. ISBN 978-84-4153-484-1.
- 2014: La Última Cena. Anaya. ISBN 978-84-415-3686-9.
- 2016: Cómo curan los alimentos. RBA. ISBN 978-84-9118-052-4.
- 2017: Azucar. El Enemigo invisible. Arpa Editores. ISBN 9788416601561.
- 2018: El arte del Gin Tonic. Anaya. ISBN 978-84-4153-694-4.
- 2022: La cocina del Cid. Nowtilus. ISBN 978-84-1305-293-9.
- 2022 Eso no estaba en mi libro de Historia de la cocina española. Ed. Almuzara
- 2023 Vidas Casi Paralelas y Vientos del Pueblo. Diputación de Jaén

## Reconocimientos
En 2001 recibió el premio ADEPS, de la Asociación de Educación para la Salud, «por su trayectoria profesional, humana y científica a favor de la promoción y de la educación para la salud».
En 2003, recibió el Premio Alimentos de España «por la buena combinación de la gastronomía y los productos españoles con la cultura, el paisaje y la sociedad, así como por la promoción de una alimentación sana y equilibrada».
En 2004 fue premiado por el Ministerio de Agricultura, Pesca y Alimentación por su labor informativa continuada relacionada con la alimentación en España.